# Падение Ниневии
Падение Ниневии условно датировано между 613 и 611 годами до н. э., а 612 год до н. э. является наиболее вероятным. Союзная армия, состоявшая из мидийцев и халдеев, восстала против ассирийцев вместе со скифами и киммерийцами, захватила Ниневию, сожгла дворец и разграбила 750 гектаров города, который был в то время величайшим в мире. Это привело к падению Новоассирийской державы, до того доминировавшей на древнем Ближнем Востоке, в последующие три года. Археологические раскопки показывают, что после этой битвы Ниневия была сильно деурбанизирована и обезлюдела.
Вавилон стал центром Месопотамии впервые за тысячу лет, что привело к созданию Нововавилонского царства, утвердив имперскую преемственность новой династии.

## Предыстория
Новоассирийское царство возникло в X веке до н. э. и достигло своего пика в VIII-VII веках до н. э., став крупнейшей империей мира, сменив в этом качестве Среднеассирийское царство (1366—1074 годы до н. э.). Во время правления Ашшурбанапала она контролировала или держала в вассальной зависимости большинство стран и городов-государств от Кавказских гор (современные Армения, Грузия и Азербайджан) на севере до Египта, Аравии и Нубии на юге, от Центрального Ирана на востоке до Кипра и греческого и финикийского средиземноморского побережья Анатолии и Леванта на западе.
Однако после смерти Ашшурбанапала в 627 году до н. э. положение некогда могущественной империи становится всё более шатким, и в результате в Ассирии разразился целый ряд внутренних междоусобиц. Это привело к тому, что многие регионы государства, в некоторых из которых были собственные династии, стали проявлять сепаратистские тенденции, в то время как соседние государства и племена, такие, как мидийцы, персы, вавилоняне, халдеи, скифы, киммерийцы получили возможность покончить с ассирийской гегемонией.
Ассирийцы, по их же словам, были жестокими даже по меркам того времени, и, таким образом, Ассирия создала себе из доселе покорных народов много противников. В сложившейся ситуации ассирийцы были вынуждены сражаться на три фронта: чтобы сохранить власть в Египте, вести дорогостоящую, но победоносную войну против эламитов и подавлять мятежи вавилонян в Южной Месопотамии. Хотя в центре империи в основном сохранялся мир, ассирийские монархи постоянно писали о внутренней опасности, страхе дворцовых интриг и опасались бунтов.
После смерти Ашшурбанапала произошёл ряд войн за наследство, ослабивших империю — с 625 года до н. э. господство Новоассирийской державы на Ближнем Востоке, в Малой Азии, на Кавказе и в восточном Средиземноморье постепенно стало ослабевать.
Антиассирийский союз сформировали соседние государства, такие, как Халдея, которая воспользовалась переворотом в Ассирии, чтобы взять под контроль большую часть Вавилонии с помощью самих вавилонян. Они возродили могущество Вавилона, который теперь стал Нововавилонским царством. Их целью было свержение Ассирийской династии, взятие Ниневии и смещение центра силы Месопотамии в Вавилон. Ниневия была не только политической столицей, но там же находилась и одна из величайших библиотек Аккадских таблиц и данных о сборах дани со всего Ближнего Востока (библиотека Ашшурбанипала).

## Ход событий
Согласно вавилонским хроникам, между Вавилоном и Ассирией разразилась 12-летняя война. На десятом году правления Набопаласара (616 год до н. э.) вавилоняне разбили ассирийскую армию и двинулись вверх по реке.
Война продолжилась в следующем году, когда ассирийцы собрали свою армию и отбросили вавилонян обратно. Набопаласар разместил свою армию в крепости Такритаин, и обе армии сражались там в следующем году. Ассирийцы были разбиты и отступили к Ассирии.
Вавилоняне тогда вступили в союз с мидийцами, персами, киммерийцами и скифами. Мидийская армия взяла Тарбису близ Ниневии и расположилась лагерем рядом с ней, а затем напала на город Ашшур. Согласно вавилонским хроникам, в 612 году до н. э. их союзники уничтожили храмы Ашшура и разграбили город.
Позже в том же году вавилоняне собрали армию и соединились с мидийским царем Киаксаром, расположившимся у Ниневии. Они осаждали город в течение трёх месяцев и в августе окончательно сломили оборону и разграбили город, объявив, что царь Ниневии присягнул им. Ассирийский царь Син-шар-ишкун был убит во время осады. Его брат Ашшур-убаллит II был провозглашён царём Ассирии. Он отказался подчиниться и смог бежать из Ниневии, обосновавшись в Харране.